# Exzaes pilosa
Exzaes pilosa är en kräftdjursart som beskrevs av Franco Ferrara 1977. Exzaes pilosa ingår i släktet Exzaes och familjen Scleropactidae. Inga underarter finns listade i Catalogue of Life.